# Альбіон (Айова)
Альбіон (англ. Albion) — місто (англ. city) в США, в окрузі Маршалл штату Айова. Населення — 448 осіб (2020).

## Географія
Альбіон розташований за координатами 42°6′45″ пн. ш. 92°59′19″ зх. д. / 42.11250° пн. ш. 92.98861° зх. д. (42.112526, -92.988741).  За даними Бюро перепису населення США в 2010 році місто мало площу 1,54 км², уся площа — суходіл.

## Демографія
Згідно з переписом 2010 року, у місті мешкало 505 осіб у 206 домогосподарствах у складі 147 родин. Густота населення становила 328 осіб/км².  Було 220 помешкань (143/км²).
Расовий склад населення:
| - 97,8 % — білих - 0,4 % — вихідців з тихоокеанських островів - 0,2 % — чорних або афроамериканців |

До двох чи більше рас належало 1,6 %. Частка іспаномовних становила 1,8 % від усіх жителів.
За віковим діапазоном населення розподілялося таким чином: 23,8 % — особи молодші 18 років, 59,0 % — особи у віці 18—64 років, 17,2 % — особи у віці 65 років та старші. Медіана віку мешканця становила 42,8 року. На 100 осіб жіночої статі у місті припадало 108,7 чоловіків;  на 100 жінок у віці від 18 років та старших — 107,0 чоловіків також старших 18 років.
Середній дохід на одне домашнє господарство  становив 60 549 доларів США (медіана — 53 750), а середній дохід на одну сім'ю — 70 012 долари (медіана — 61 818). За межею бідності перебувало 3,2 % осіб, у тому числі 4,4 % дітей у віці до 18 років та 0,0 % осіб у віці 65 років та старших.
Цивільне працевлаштоване населення становило 270 осіб. Основні галузі зайнятості: виробництво — 28,1 %, освіта, охорона здоров'я та соціальна допомога — 21,5 %, роздрібна торгівля — 13,0 %, транспорт — 10,0 %.